# Aeroport de Dakhla
L' aeroport de Dakhla (codi IATA: VIL, codi OACI: GMMH/GSVO) es troba proper a la ciutat homònima, al Sàhara Occidental. L'aeroport és operat i administrat pel Marroc a través de l'empresa estatal Office National des Aéroports (ONDA). Va substituir l'antic aeroport de Villacisneros (codi ICAO: GSVO), situat pocs quilòmetres al sud-oest.

## Segona Guerra Mundial
Durant la Segona Guerra Mundial, l'aeroport va ser usat per la Brigada aerotransportada de l'exèrcit dels Estats Units com a base d'operacions per a càrrega, avions i personal en trànsit. Estava connectat a l'aeroport de Dakar al sud i a l'aeroport d'Agadir al nord.

## Instal·lacions
L'aeroport de Dakhla és de tipus compartit, usat tant per a finalitats comercials com per la Reial Força Aèria Marroquí. La pista de 3 quilòmetres de longitud i la plataforma d'estacionament de 18.900 m² permet operar avions B-737 o similars. La terminal de passatgers, de 670 m2, és capaç de rebre 55.000 passatgers a l'any. A més disposa d'un dispensari mèdic i una capella.

### Radioajudes
L'aeroport compta amb sistemes de ajuda a la navegació VOR i DME.

## Destins
| Aerolínies      | Destinacions                               |
| --------------- | ------------------------------------------ |
| Royal Air Maroc | Agadir, Casablanca, Gran Canària, Al-Aaiun |

## Estadístiques
| Concepte        | 2007   | 2006   | 2005   | 2004   | 2003   | 2002 |
| --------------- | ------ | ------ | ------ | ------ | ------ | ---- |
| Vols            | 1492   | 839    | 674    | 606    | 492    | n/a  |
| Passatgers      | 36.354 | 21.253 | 21.442 | 11.670 | 12.149 | n/a  |
| Càrerga (tones) | 48,63  | 59,77  | 61,06  | 140,96 | 107,81 | n/a  |